# Gerhard Michael (Sportfunktionär)
Gerhard Michael (* 14. September 1920; † 9. August 2003) war ein deutscher Sportfunktionär.

## Leben
Michael betrieb ab 1926 Leichtathletik und Handball, wurde zweimal Deutscher Meister und war 1938 und nach dem Krieg Auswahlspieler. Beruflich wurde er in Weißenfels bei der Reichsbahn tätig und stieg zum Inspektor auf. Nach der Teilnahme am Zweiten Weltkrieg wurde er mit ZSG Schuhmetro Weißenfels im Feldhandball Meister der Ostzonenmeisterschaft 1948.
In Berlin beteiligte er sich nach Kriegsende am Aufbau von Sportstrukturen und wurde im Deutschen Sportausschuss stellvertretender Leiter der Abteilung Sport. 1952 war er an der Gründung des Staatlichen Komitees für Körperkultur und Sport der Deutschen Demokratischen Republik beteiligt und trug zum Aufbau der Deutschen Hochschule für Körperkultur bei. Michael arbeitete an der Planung und Durchführung von Sportveranstaltungen mit, zwischen Mitte Dezember 1952 und Ende Februar 1954 hatte er beim Deutschen Sportausschuss kommissarisch das Amt des Vorsitzenden der Sektion Leichtathletik, dem Vorläufer des Deutschen Verbands für Leichtathletik der DDR, inne. Später war er dann stellvertretender Vorsitzender der Sektion. 1956 nahm Michael im Amt eines Mannschaftsleiters als Funktionär an den Olympischen Sommerspielen teil.
Michael war wesentlich an der Gründung des TSC Berlin im Februar 1963 beteiligt, der aus der Zusammenlegung der Vereine SC Rotation Berlin, SC Einheit Berlin und dem TSC Oberschöneweide entstand. Michael war der erste Vorsitzende in der Vereinsgeschichte. Der TSC selbst bezeichnete ihn in seiner Chronik als „Gründervater“. Die Vereinsgründung war Gegenstand einer Diplomarbeit, die Michael 1965 an der Deutschen Hochschule für Körperkultur einreichte.
Beruflich war Michael als Lehrer tätig, er wurde Oberstudienrat. Ab 1970 war er in Berlin Schulschwimmverantwortlicher.